# Inna bajka (album)
Inna bajka – album Michała Bajora wydany w 2007 roku. Oprócz stałych kompozytorów, czy też autorów tekstów, na płycie pojawiają się również nowe nazwiska, takie jak: Jarosław Kukulski, Jerzy Derfel, Andrzej Poniedzielski, Jacek Bończyk. Niespodzianką jest utwór skomponowany przez samego Michała Bajora.
Album uzyskał status złotej płyty.

## Lista utworów
1. „Dwie akacje” – 02:19 (muz. Jerzy Derfel/sł. Wojciech Młynarski)
2. „Tango dell'amore” – 03:26 (muz. Marcin Nierubiec/sł. Roman Kołakowski)
3. „Inna bajka” – 04:11 (muz. Romuald Kunikowski/sł. Roman Kołakowski)
4. „Nie zgadzam się” – 03:17 (muz. Hadrian Filip Tabęcki/sł. Jacek Bończyk)
5. „Ale piosenka” – 02:58 (muz. Wojciech Borkowski/sł. Andrzej Poniedzielski)
6. „Dopóki wierzysz we mnie, miła” – 03:00 (muz. Wojciech Borkowski/sł. Jonasz Kofta)
7. „Hiszpańczyk” – 03:24 (muz. Paweł Stankiewicz/sł. Jacek Bończyk)
8. „Ballady ćwierć, ballady pół” – 03:44 (muz. Jarosław Kukulski/sł. Jerzy Dąbrowski)
9. „Chrońmy dzieci” – 02:33 (muz. Janusz Strobel/sł. Wojciech Młynarski)
10. „Dla nas walc...” – 03:26 (muz. Marcin Nierubiec/sł. Andrzej Ozga)
11. „Poeta” – 03:13 (muz. Włodzimierz Korcz/sł. Wojciech Klejne)
12. „Samotnie” – 03:50 (muz. Paweł Stankiewicz/sł. Andrzej Poniedzielski)
13. „Nocne SMS-y” – 03:06 (muz. Hadrian Filip Tabęcki/sł. Kazimierz Trela)
14. „Śpiew ocalenia” – 02:44 (muz. Włodzimierz Korcz/sł. Jonasz Kofta)
15. „Wino samotnych” – 03:42 (muz. Piotr Rubik/sł. Jonasz Kofta)
16. „Może być tylko lepiej” – 03:18 (muz. Piotr Rubik/sł. Andrzej Ozga)
17. „Dla duszy gram” – 03:42 (muz. Michał Bajor/sł. Andrzej Poniedzielski) BONUS